# Blackduck
Blackduck é uma cidade localizada no estado americano de Minnesota, no Condado de Beltrami.

## Demografia
Segundo o censo americano de 2000, a sua população era de 696 habitantes. 
Em 2006, foi estimada uma população de 756, um aumento de 60 (8.6%).

## Geografia
De acordo com o United States Census Bureau tem uma área de 
4,0 km², dos quais 3,9 km² cobertos por terra e 0,1 km² cobertos por água. Blackduck localiza-se a aproximadamente 426 m acima do nível do mar.

## Localidades na vizinhança
O diagrama seguinte representa as localidades num raio de 28 km ao redor de Blackduck. 